# Liste der Staatskanzler des Kantons Wallis
Die Liste der Staatskanzler der Republik und des Kantons Wallis zeigt alle Walliser Staatskanzler seit 1802. Der Staatskanzler wurde vor 1893 Landschreiber oder Staatsschreiber genannt.

## 1802–1810
| Name                              | Amtszeit  |
| --------------------------------- | --------- |
| Louis Tousard d’Olbec (1757–1840) | 1802–1804 |

## 1815–1839
| Name                              | Amtszeit  |
| --------------------------------- | --------- |
| Isaac de Rivaz (1752–1828)        | 1815–1828 |
| Louis Tousard d’Olbec (1757–1840) | 1828–1833 |
| Charles-Louis de Bons (1809–1879) | 1838–1839 |

## 1839–1847
| Name                              | Amtszeit  |
| --------------------------------- | --------- |
| Charles-Louis de Bons (1809–1879) | 1839–1843 |
| Emmanuel Ganioz (1802–1847)       | 1844–1846 |

## 1848–2017
| Name                              | Amtszeit  |
| --------------------------------- | --------- |
| Charles-Louis de Bons (1809–1879) | 1848–1853 |
| Bonaventure Bonvin (1775–1863)    | 1853–1858 |
| Emmanuel Barberini (1816–1888)    | 1858–1888 |
| Raphaël Dallèves (1829–1895)      | 1888–1895 |
| Charles Roten (1832–1913)         | 1896–1913 |
| Oswald Allet (1864–1848)          | 1913–1924 |
| René de Preux (1881–1973)         | 1924–1941 |
| Norbert Roten (1906–2004)         | 1941–1972 |
| Gaston Moulin (* 1927)            | 1972–1988 |
| Heinrich von Roten (* 1947)       | 1988–2010 |
| Philipp Spörri (* 1958)           | 2010–     |